# Naina Inauen
Naina Maria Inauen (* 15. November 2000 in Davos) ist eine Schweizer Fussballspielerin.

## Leben
Naina Maria Inauen wurde in der Schweiz geboren und ist die Älteste von drei Geschwistern. Ab dem Alter von neun Jahren wuchs sie in einer ländlichen Umgebung in Grimsbu (Norwegen) auf, nachdem ihre Familie aus der Schweiz dorthin ausgewandert war. Inauen lebte auf einer Farm für Schlittenhundezucht, die von ihren Eltern aufgebaut und betrieben wird.
Neben ihrer Fussballkarriere, die sie während der Schulzeit begann, studiert Inauen Jura in Norwegen. Von ihrer ersten Nominierung für die Schweizer Nationalmannschaft erfuhr sie, während sie gerade in der grössten Bibliothek in Oslo lernte.

## Karriere

### Vereine
Ihre Fussballkarriere begann Inauen in Norwegen während der Schulzeit eher aus Spass und mangels anderer Möglichkeiten. Sie fällt insbesondere durch Zweikampfstärke im Spiel auf, aber auch durch konstante Leistungen. Ihr Vater, ein diplomierter Fussballtrainer, ist auf dem Weg durch die Vereins-Ligen ihre wichtigste Bezugsperson.
In der Saison 2020/21 spielte sie für den FC St. Gallen in der Schweiz, wo sie zehn Spiele absolvierte. Anschliessend kehrte sie nach Norwegen zurück und spielte für Tromsø IL und Lyn Oslo. Im März 2025 wechselte sie zu Vålerenga IF, wo sie einen Vertrag bis Ende 2027 unterschrieb.

### Nationalmannschaft
Um in die Schweizer Fussballnationalmannschaft der Frauen aufgenommen zu werden, hat sich Inauen die Kontaktdaten von Nationaltrainerin Pia Sundhage organisiert und ihr unkonventionell per Nachricht den Wunsch unterbreitet, dass sie gerne im Nationalteam spielen würde.
Erstmals für das A-Team aufgeboten wurde die Mittelfeldspielerin im Februar 2025. Zu ihrem Länderspieldebüt kam sie bisher noch nicht.